# Agrias excelsior
Agrias excelsior är en fjärilsart som beskrevs av Percy I. Lathy 1924. Agrias excelsior ingår i släktet Agrias och familjen praktfjärilar. Inga underarter finns listade i Catalogue of Life.